# Piper tovarense
Piper tovarense är en pepparväxtart som beskrevs av Trel. & Yunck.. Piper tovarense ingår i släktet Piper och familjen pepparväxter. Inga underarter finns listade i Catalogue of Life.